# Tottsuki Point
Tottsuki Point (japanisch とっつき岬 Tottsuki-misaki, deutsch ‚Erstes Kap‘) ist eine kleine und felsige Landspitze an der Prinz-Harald-Küste des ostantarktischen Königin-Maud-Lands. Sie liegt 5 km südwestlich der Flattunga.
Norwegische Kartografen kartierten sie anhand von Luftaufnahmen der Lars-Christensen-Expedition 1936/37. Teilnehmer der von 1957 bis 1962 dauernden japanischen Antarktisexpedition nahmen Vermessungen vor und benannten sie. Das US-amerikanische Advisory Committee on Antarctic Names übertrug 1968 die japanische Benennung in einer Teilübersetzung ins Englische.